# Tamotsu Chikanari
Tamotsu Chikanari (近成 保, Chikanari Tamotsu, nascido em 30 de março de 1929) é um ex-ciclista olímpico japonês. Chikanari representou seu país nos Jogos Olímpicos de Verão de 1952, em Helsinki.